# Falsa Loura
Pour plus de détails, voir Fiche technique et Distribution.
Falsa Loura est un film dramatique brésilien réalisé par Carlos Reichenbach et sorti en 2007.

## Synopsis
Silmara est une ouvrière qui soutient son père, Antero, un ancien détenu dont elle prend grand soin, craignant qu'il ne retourne un jour dans le monde du crime. Elle travaille dans une usine de cuir avec un groupe d'amies — la commère Milena (Suzana Alves), la timide Briducha , la discrète Luíza et l'optimiste Valquiria — qui vivent les conflits et les dilemmes liés au manque de perspective de la vie qu'elles mènent. Malgré sa réputation de libertine et ses ennuis au travail, Silmara a bon cœur et aide Briducha à découvrir sa beauté, en plus de confier son frère Tetê, qui se transforme en drag queen, à son propre ex-petit ami, le vilain Tito.
Au cours d'une soirée où elle se rend au club Alvorada avec Milena, Briducha et sa voisine Lígia, la jeune femme finit par se lier avec Bruno, chanteur du groupe Bruno e os Andrés, qui connaît une ascension fulgurante au Brésil. Bien qu'humiliée pour sa pauvreté et traitée avec infériorité par le musicien, la jeune fille est considérée par ses camarades d'usine comme une célébrité et, même en essayant d'expliquer la réalité des faits, elle doit apprendre à gérer l'ascension sociale dans le monde dans lequel elle vit.

## Fiche technique
- Titre original brésilien : Falsa Loura[1] (litt. « Fausse blonde »)
- Réalisation : Carlos Reichenbach
- Scénario : Carlos Reichenbach
- Photographie : Jacob Solitrenick
- Montage : Cristina Amaral
- Musique : Nelson Ayres, Marcos Levy
- Décors : Valdy Lopes
- Costumes : Cássio Brasil
- Production : Maria Ionescu, Sara Silveira
- Société de production : Dezenove Filmes
- Pays de production : Brésil
- Langue originale : portugais
- Format : Couleurs - 1,85:1 - 35 mm
- Genre : Drame
- Durée : 103 minutes
- Date de sortie : 
  - Brésil : 24 novembre 2007 (Festival du film brésilien de Brasilia)
  - Suisse : 2 mars 2008 (Festival international de films de Fribourg)

## Distribution
- Rosanne Mulholland (pt) : Silmara dos Santos
- João Bourbonnais (pt) : Antero dos Santos
- Djin Sganzerla (pt) : Brida (Briducha)
- Suzana Alves (pt) : Milena
- Maeve Jinkings (pt) : Ligia
- Vanessa Prieto (pt) : Luíza
- Priscila Dias como Valquiria
- Jiddu Pinheiro (pt) : Tito
- Cauã Reymond (pt) : Bruno
- Maurício Mattar : Luís Ronaldo Meira
- Leo Áquilla (pt) : Antero dos Santos Junior (Tetê)
- Bruno de André : Dr. Vargas
- André Guerreiro Lopes : Jorge
- Fernanda Carvalho Leite (pt) : Silvana
- Deivy Rose (pt) : Cassandra
- Raoni Carneiro (pt) : Lucas
- Emanuel Dória : Leonel Meira
- Luiz Henrique (pt) : Bono